# Indian River (vattendrag i Barbados)
Indian River eller Constitution River är ett vattendrag i Barbados. Det ligger i parishen Saint Michael, i den sydvästra delen av landet. Det mynnar vid Bridgetown i havet.
Runt Indian River är det i huvudsak tätbebyggt.